# Cellule alpha (îlots de Langerhans)

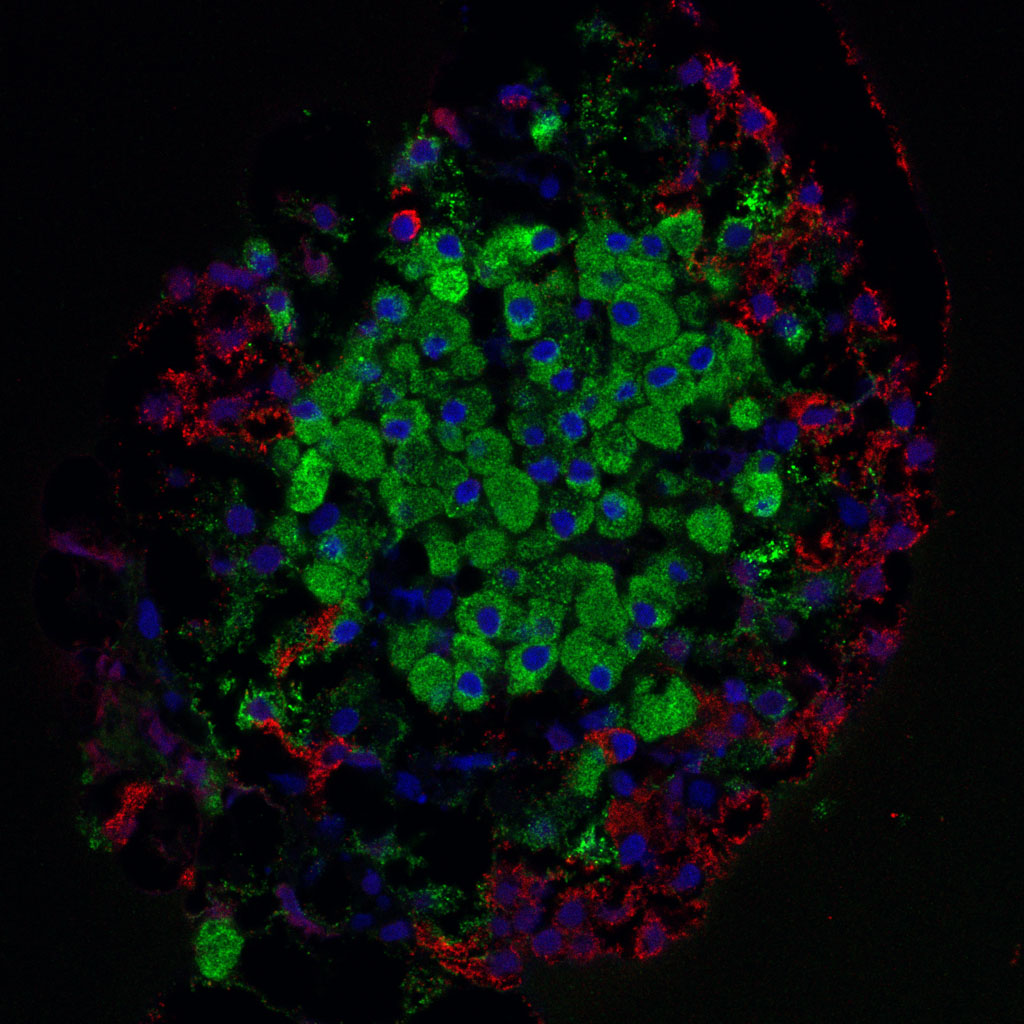
Îlots de Langerhans contenant les cellules alpha (en vert).

Les cellules alpha des îlots de Langerhans interviennent dans la régulation de la glycémie.
Les cellules alpha appartiennent, au même titre que les cellules bêta, aux îlots de Langerhans, une partie endocrine du pancréas. Ces cellules alpha, placées à la périphérie de l'îlot, sont des « capteurs » de l'hypoglycémie, et produisent à cet effet du glucagon lorsque le taux de sucre sanguin est trop faible. Le glucagon est alors distribué au foie, permettant au glycogène stocké de revenir sous forme de glucose par hydrolyse pour en favoriser l'elimination ; une fois consommé, la glycémie retrouvera sa valeur normale comprise entre 0,7 et 1,3 g/l.